# Euphaedra (Xypetana) sinuosa
Euphaedra (Xypetana) sinuosa es una especie de Lepidoptera de la familia Nymphalidae, subfamilia Limenitidinae, tribu Adoliadini, pertenece al género Euphaedra, subgénero (Xypetana).

## Subespecies
- Euphaedra (Xypetana) sinuosa sinuosa Hecq, 1974
- Euphaedra (Xypetana) sinuosa smitsi Hecq, 1991
- Euphaedra (Xypetana) sinuosa plagiaria Hecq, 1980

## Localización
Esta especie de Lepidoptera y sus subespecies se distribuyen por la República Democrática del Congo (África).